# Beah Richards
Beulah Elizabeth Richardson (12 de juliol de 1920 - 14 de setembre de 2000), coneguda professionalment com a Beah Richards, fou una actriu estatunidenca d'escenografia, pantalla i televisió. També va ser poetessa, dramaturga i autora.
Richards va ser nominada a un Oscar i un Globus d'Or pel seu paper secundari en la pel·lícula Endevina qui ve a sopar el 1968, a més de guanyar dos Premis Primetime Emmy pels seus papers com a actriu convidada a la sèrie de televisió Frank's Place el 1988 i The Practice el 2000 També va rebre una nominació al Premi Tony per la seva actuació en la producció del 1965 The Amen Corner.

## Vida i carrera
Va néixer com a Beulah Elizabeth Richardson a Vicksburg (Mississipi); la seva mare era costurera i el seu pare era un predicador baptista. El 1948 es va graduar a la Universitat Dillard de Nova Orleans i, dos anys més tard, es va traslladar a la ciutat de Nova York. La seva carrera va començar el 1955 quan va interpretar a una àvia de vuitanta-quatre anys en el xou off-Broadway Take a Giant Step. Sovint va interpretar el paper de mare o àvia, i va continuar actuant tota la seva vida. Va aparèixer en les produccions de Broadway Purlie Victorious, El miracle d'Anna Sullivan, i A Raisin in the Sun.
Richards va ser nominada a un Premi Tony per la seva actuació el 1965 a l'obra de James Baldwin The Amen Corner. Va rebre una nominació al Premi de l'Acadèmia a la millor actriu secundària per la seva actuació com a mare de Sidney Poitier en la pel·lícula de 1967 Endevina qui ve a sopar. Altres actuacions de pel·lícules destacables inclouen Hurry Sundown, The Great White Hope, Beloved i In the Heat of the Night. Malgrat els nombrosos papers de la mare que va interpretar, la pròpia Richards no va tenir fills. Va estar casada amb l'escultor afroamericà Hugh Harrell Jr. durant només tres anys.
Va fer nombroses aparicions com a artista convidada a la televisió, incloent papers a La bella i la bèstia, The Bill Cosby Show, Sanford and Son, Benson, Designing Women, The Practice, The Big Valley i ER (com a mare de Peter Benton) Va guanyar dos Premis Emmy, un el 1988 per la seva aparició a la sèrie Frank's Place, i un altre el 2000 per la seva aparició a The Practice.

## Mort
Richards va morir d'un emfisema pulmonar a la seva ciutat natal de Vicksburg (Mississipi) a l'edat de 80 anys.

## Documental
En l'últim any de la seva vida, Richards va ser objecte d'un documental creat per l'actriu LisaGay Hamilton. El documental Beah: A Black Woman Speaks es va crear a partir de més de 70 hores de les seves converses. La pel·lícula va guanyar el Premi del Gran Jurat al Festiva de Cinema AFI.

## Filmografia
| Any  | Títol                      | Paper                     | Notes                                                                                               |
| ---- | -------------------------- | ------------------------- | --------------------------------------------------------------------------------------------------- |
| 1958 | The Mugger                 | Grecco Maid               | |
| 1959 | Take a Giant Step          | May Scott                 | |
| 1962 | El miracle d'Anna Sullivan | Viney la donzella         | No acreditat                                                                                        |
| 1963 | Gone Are the Days!         | Idella Landy              | |
| 1967 | Hurry Sundown              | Rose Scott                | |
| 1967 | En la calor de la nit      | Mama Caleba               | |
| 1967 | Endevina qui ve a sopar    | Senyora Prentice          | Nominada — Oscar a la millor actriu secundària Nominada — Globus d'Or a la millor actriu secundària |
| 1970 | The Great White Hope       | Mama Tiny                 | Premi NAACP Image per a la millor actriu secundària en una pel·lícula                               |
| 1972 | The Biscuit Eater          | Charity Tomlin            | |
| 1973 | A Dream For Christmas      | Iaia Bessie               | |
| 1975 | Mahogany                   | Florence                  | |
| 1986 | Del revés                  | Verna                     | |
| 1987 | Big Shots                  | Senyora Hanks             | |
| 1989 | Homer and Eddie            | Linda Cervi               | |
| 1989 | Drugstore Cowboy           | Consellera de medicaments | |
| 1998 | Beloved                    | Baby Suggs                | Nominada — Premi NAACP Image per a la millor actriu secundària en una pel·lícula                    |

"Hi ha un munt pel·lícules pel món que odiaria que em paguessin per fer, algunes coses realment degradants i denigrants de dones. Depèn de les dones canviar els seus rols. Hauran d'escriure les coses i fer-les. I ho faran." 